# Ebersbach (Weichs)
Ebersbach ist ein Gemeindeteil der Gemeinde Weichs im oberbayerischen Landkreis Dachau.

## Lage

### Landschaft
Das Kirchdorf Ebersbach, der östlichste Gemeindeteil von Weichs, liegt in den Auen des Muldentals  der Glonn in einer Höhe von ca. 466 m ü. NHN auf der Gemarkung Asbach. Bei Ebersbach fließt der Ebersbach von Norden kommend der Glonn zu.
Ebersbach liegt am sog. Dachauer Jakobsweg, den Dachau-Agil mit dem europäischen Jakobswegzeichen ausgeschildert hat. Westlich von Ebersbach und links der Glonn liegt das Weichser Moos. Das Naturschutzgebiet „Weichser Moos“ weist ca. 55 ha Größe aus. Hier finden sich seltene, vom Aussterben bedrohte Tier- und Pflanzenarten. Ebersbach liegt am historischen Altbaierischen Oxenweg, der als einer von mehreren Ochsentriebwegen von Ungarn ins Dachauer Land und weiter bis Augsburg führte.

### Verkehrsanbindung
Durch Ebersbach führt die Staatsstraße 2054 von Weichs nach Petershausen. Die nächstgelegene S-Bahn-Station der Linie S2 des Münchner Verkehrs- und Tarifverbundes (MVV) befindet sich ca. 3,5 Kilometer in südlicher Richtung in Vierkirchen. Die kürzeste Anbindung an die Autobahn A 9 (Nürnberg-München) liegt in Allershausen. Die kürzeste Anbindung an die Autobahn A 8 (Stuttgart-München) liegt in Sulzemoos.

## Geschichte

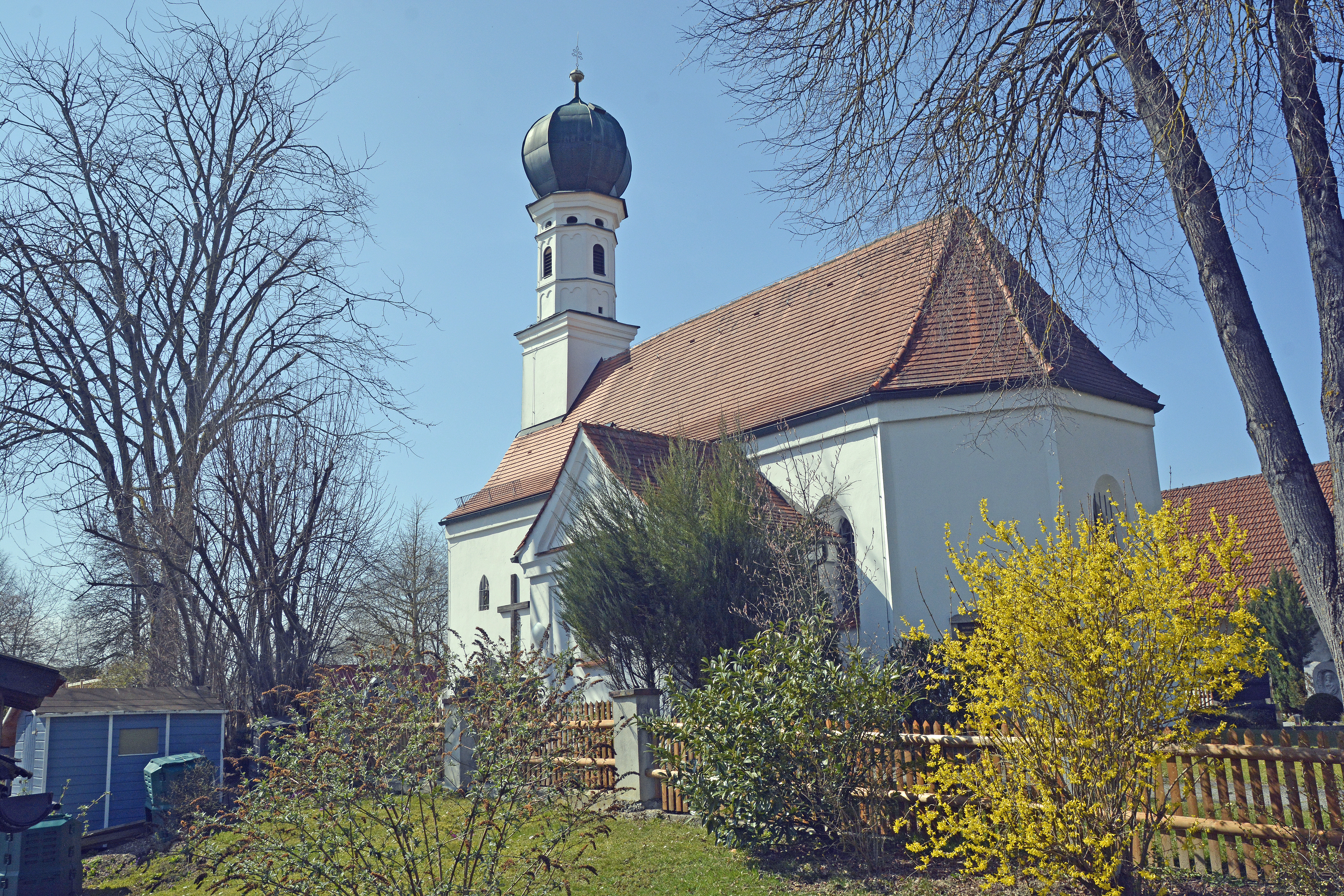
Filialkirche St. Georg und Maria

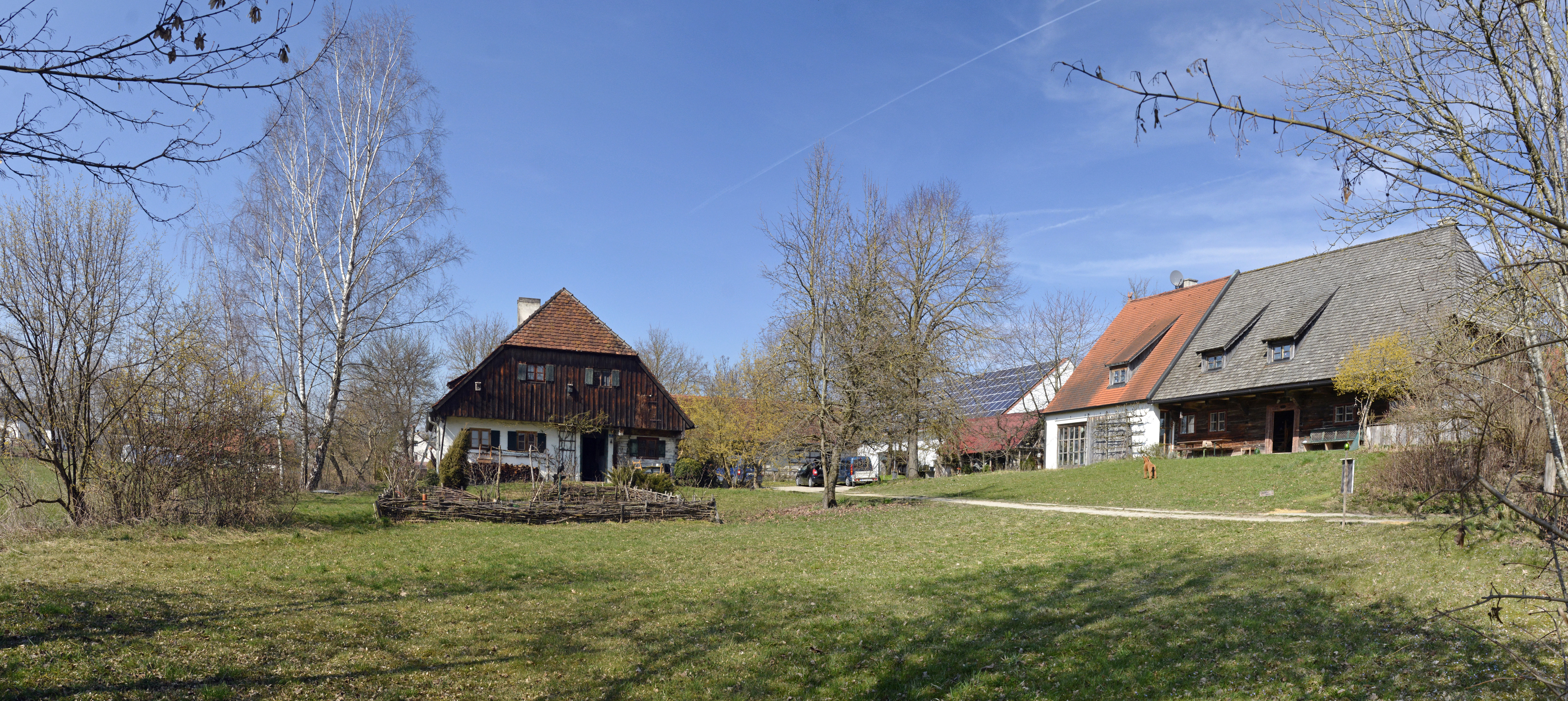
Bauernhofmuseum Ebersbach

Das Kirchdorf Ebersbach wurde erstmals in einer Urkunde des Jahres 853 als Eparespah (Bach des Eberhard) genannt. Ebersbach war damals Ort einer Verhandlung zwischen Bischof Erchanbert (835–854) und einem gewissen Eraloh.
Die Filialkirche St. Georg und Maria der Pfarrei Weichs wurde 300 Jahre später, im Jahr 1158 erstmals urkundlich erwähnt. Bei der insgesamt 250 Jahre dauernden dreimaligen bayerischen Teilung in den Jahren 1255 bis 1505 gehörte Ebersbach zu Niederbayern. Grenze war die Glonn, die auch später noch, bis 1803, die Grenze zwischen den Landgerichten Kranzberg (zu dem Ebersbach gehörte) und Dachau bildete. 1868 hatte Ebersbach 127 Einwohner und 39 Gebäude.
Bis 1915 war Ebersbach pfarrlich zweigeteilt: Die Einwohner, die südlich der Kirche wohnten, gehörten zur Pfarrei Vierkirchen, der (größere) Rest der Ebersbacher dagegen zur Pfarrei Weichs.
Politisch war Ebersbach ab 1818 bis 1978 Teil der Gemeinde Asbach. Seit 1978 ist Ebersbach ein Ortsteil von Weichs.
In Ebersbach lag die, in den 1950 bis 1970er-Jahren betriebene Ziegelei Erich Bagusat, auf deren Gelände nach Auflösung das Neubaugebiet Lindacher- und Wasenfeld entstand und ein Seniorenwohnheim errichtet wurde.

## Kultur

### Sehenswürdigkeiten
- Bauernhofmuseum Ebersbach: Das private Museum wurde in den Jahren 1983 bis 1996 von Alois Kammermeier errichtet. Es besteht aus zwei Hauptgebäuden, die aus dem 18. Jahrhundert stammen, sowie aus einigen Nebengebäuden, wie Back- und Taubenhaus, Bienenstand und Remise. Im Bauernhofmuseum befindet sich auch eine umfangreiche Sammlung bäuerlichen Geräts.
- Filialkirche St. Georg und Maria

### Vereine
- FC Ebersbach 1982 e.V.
- Schützenverein Gemütlichkeit 1907 e.V.